# Ranchería las Lomas
Ranchería las Lomas, även San José las Lomas är en ort i kommunen Temoaya i delstaten Mexiko i Mexiko. Samhället hade 1 053 invånare vid folkräkningen 2020. På orten finns en mellanstadieskola, Escuela Cristobal Colon, grundad 1976. Ranchería las Lomas postkod är 50895.